# Theodor Herzl
Theodor Herzl (em hebraico: בנימין זאב — Benjamin Ze'ev, e em húngaro: Herzl Tivadar; Peste, 2 de maio de 1860 — Reichenau an der Rax, 3 de julho de 1904) foi um jornalista judeu austro-húngaro que se tornou fundador do moderno Sionismo político.

## Sua carreira
A primeira escola de Theodor Herzl foi uma escola primária judaica. Aos 10 anos foi enviado para uma escola normal, mas saiu dessa escola por conta do antissemitismo. Depois foi matriculado num colégio evangélico, onde não existiam problemas com o antissemitismo.

Em 1878 a sua família mudou-se para Viena. Ele formou-se em Direito em 1884 e o seu trabalho inicial não tinha qualquer relação com a vida judaica, pois trabalhava como empregado não-assalariado nos tribunais de Viena e Salzburgo. Ele queria muito viver em Salzburgo, mas sua condição de judeu nunca permitiria fazer-se juiz.

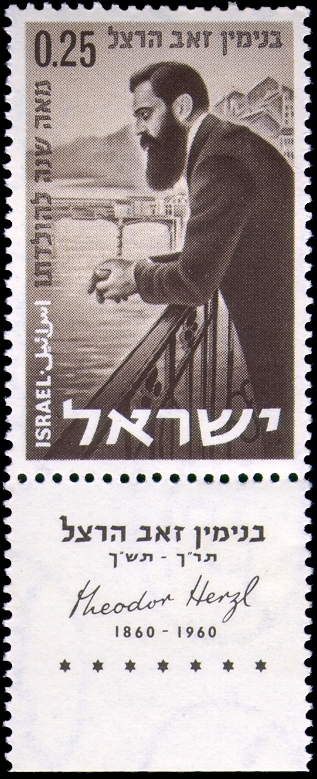
Selo israelense emitido em 1960 em comemoração ao centenário de nascimento de Theodor Herzl

Apesar de ser formado em Direito ele se dedicava mais ao jornalismo e à literatura. Ao invés de procurar um emprego fixo, começou a viajar e escrever para jornais.
Na sua juventude frequentou uma associação, chamada Burschenschaft, que aspirava à Unificação alemã, sob o lema: Honra, Liberdade, Pátria. Herzl era um judeu assimilado.
Em 1891 o jornal Neue Freie Presse ofereceu-lhe um cargo de correspondente em Paris. Ele aceitou o cargo, expressando, nesta época, suas ideias num pequeno livro. Nesse cargo ele fazia ocasionalmente viagens a Londres e Constantinopla. O seu trabalho era inicialmente do gênero da crítica literária, descritivo e não político. Mais tarde ele tornou-se o editor literário do Neue Freie Presse. Herzl tornou-se simultaneamente um escritor de peças destinadas aos palcos vienenses, tendo sido autor de comédias e dramas.
Em 1894 ele cobriu o Caso Dreyfus, que desvelou na Europa o latente antissemitismo.
Em 1895 ele escreveu o célebre livro Der Judenstaat ("O Estado Judeu"). A principal ideia do livro era que a melhor maneira de formar um Estado judeu era formar um congresso sionista formado apenas por judeus. Da ideia partiu para a prática e, pouco tempo depois, já havia formado o "Sionismo Político". No dia 29 de agosto de 1897 foi realizado o Primeiro Congresso Sionista desde a diáspora, em Basileia. Durante o congresso foi criada a Organização Sionista Mundial, e Herzl foi eleito presidente.

Em 1904 morreu vítima de problemas cardíacos, após uma pneumonia. Herzl tinha conhecimento do seu problema de saúde e desejava realizar o máximo possível antes de morrer. Após a fundação do Estado de Israel seus restos mortais foram trasladados do seu túmulo em Viena para o memorial no Monte Herzl em Jerusalém, onde estão sepultados os grandes líderes do sionismo e de Israel. À entrada do memorial, foi construído um museu dedicado à vida e realizações de Theodor Herzl.

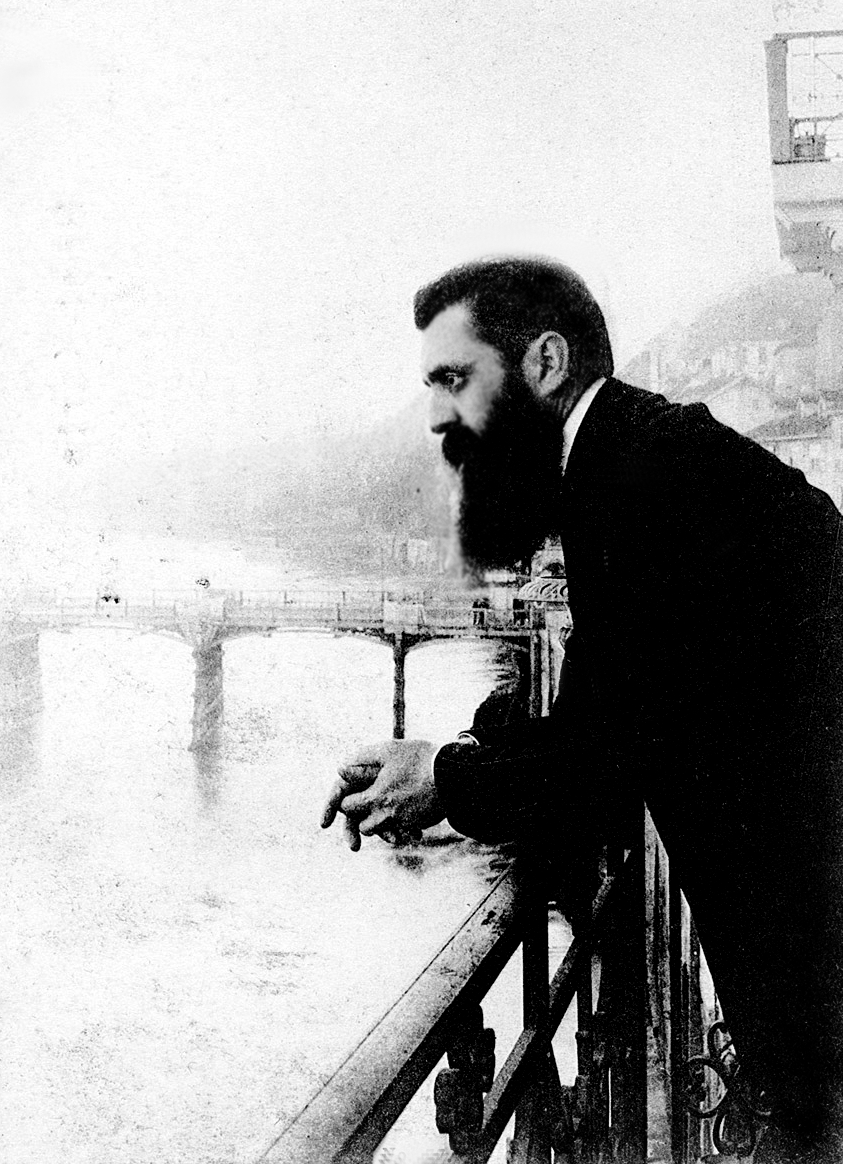
Herzl, o visionário do Estado judeu, no Hotel Les Trois Rois, possivelmente em 1901, durante Quinto Congresso Sionista

## Controvérsia
Theodor Herzl escreveu em seu diário que, ao ocupar a terra dos donos originários, é preciso "expropriar gentilmente a propriedade privada", devendo-se "estimular a população miserável a procurar emprego nos países fronteiriços e negar-lhe emprego em nosso próprio país". 
No mesmo diário, Theodor Herzl afirma que "ambos os processos de expropriação e de remoção dos pobres devem ser conduzidos de forma discreta e circunspecta".
Herzl defendia que, após a criação de um Estado Judeu, a transferência de não-judeus para fora dele deveria se dar negando-lhes os meios de subsistência dentro do Estado Judeu, a fim de que não-Judeus os procurassem em outro lugar.
Em "O Estado Judeu", Theodor Herzl avalia se a ocupação deveria ocorrer na Palestina ou na Argentina ("Devemos escolher a Palestina ou a Argentina?") e listou as vantagens de cada localidade. A Argentina foi uma candidata para Herzl devido à compra das terras naquele país pelo barão Maurice de Hirsch para assentar 3 milhões de judeus.

## Resoluções do primeiro Congresso Sionista em Basileia
Fontes:
- Theodor Herzl o organizou e foi eleito presidente.
- Adoção de um hino nacional e uma bandeira.
- Compra de terras e formação de kibutz (que uma das principais ideias do sionismo socialista).
- Negociações diplomáticas, com o Império Otomano para a fixação de judeus alemães na Palestina (não deram certo) e mais tarde com a Grã Bretanha só seriam possíveis após a Primeira Guerra Mundial e mesmo assim mal interpretado ou de forma conspiratória, tendo em vista que o povo da Alemanha possuía dívidas de guerra com a Inglaterra.

## Líder do Movimento Sionista

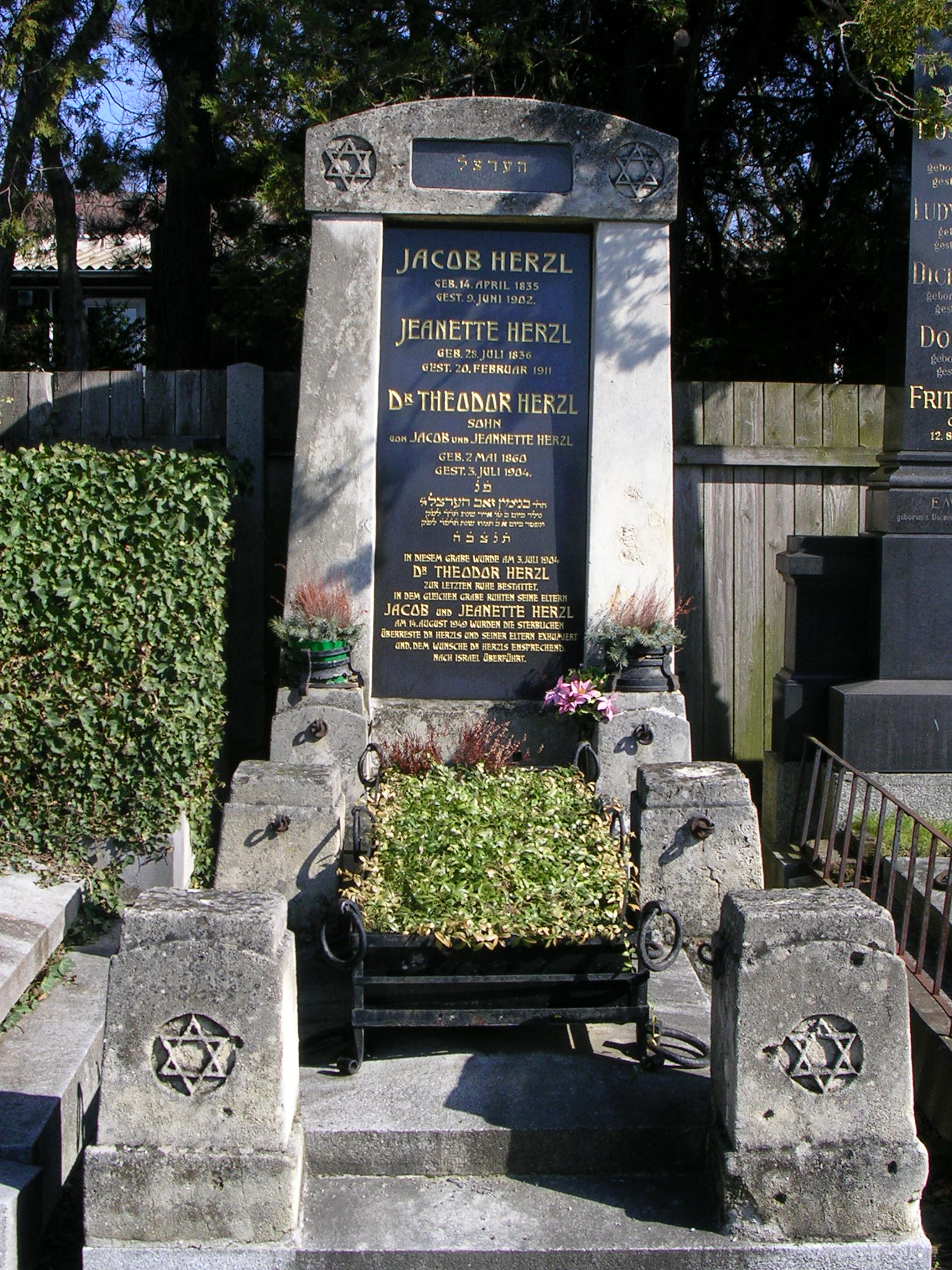
Túmulo de Theodor Herzl em Viena

A partir de 1896, ano da tradução para o inglês do seu livro "O Estado Judeu", a sua carreira tomou uma nova direção e ele adquiriu uma reputação diferente.
O livro foi considerado o ponto de partida do movimento Sionismo. Pregava que o problema do antissemitismo só seria resolvido quando os judeus dispersos pelo mundo pudessem se reunir e se estabelecer num Estado nacional independente.
Herzl impressionado pelo caso Dreyfus, cobriu seu julgamento para o jornal austro-húngaro e também foi testemunha das manifestações em Paris após o julgamento em que muitos cantaram pelas ruas "Morte aos Judeus"; isto convenceu-o da possibilidade de as manifestações anti-judaicas atravessarem as fronteiras e refletirem até a Polônia ou Alemanha, países que reconheciam sua influência.

## Publicações
- Der Judenstaat. Versuch einer modernen Lösung der Judenfrage. Leipzig e Viena 1896; Wikisource-Volltext; Digitalisat und Volltext im Deutschen Textarchiv, Der Judenstaat. ou e-book da Biblioteca da Universidade de Viena (eBooks on Demand), Manesse-Verlag Zurich 2006, ISBN 3-7175-4055-6.
- Philosophische Erzählungen. Berlim 1900, coleção de 17 folhetins dos anos 1887–1900: texto completo do Wikisource . nova edição ed. v. Carsten Schmidt, 2011, Lexikus Verlag, ISBN 978-3-940206-29-9.
- Altneuland. Utopischer Roman, Leipzig 1902, haGalil-Volltext.
- Briefe und Tagebücher. 7 volumes editados por Alex Bein, Hermann Greive, Moshe Schaerf e Julius H. Schoeps. Propylaea, Frankfurt am Main/Berlim 1983–96.